# Nový Přerov
Nový Přerov (deutsch Neuprerau) ist eine Gemeinde mit 329 Einwohnern im Okres Břeclav in Tschechien. Sie liegt 2 km östlich der Thaya in Südmähren. Unmittelbar südlich des Dorfes verläuft die Landesgrenze, dahinter erstreckt sich die zu Wildendürnbach gehörige österreichische Katastralgemeinde Alt-Prerau. Östlich des Ortes befindet sich der 237 m hohe Přerovský vrch. Der Ort ist als Breitstraßendorf angelegt.

## Geographie

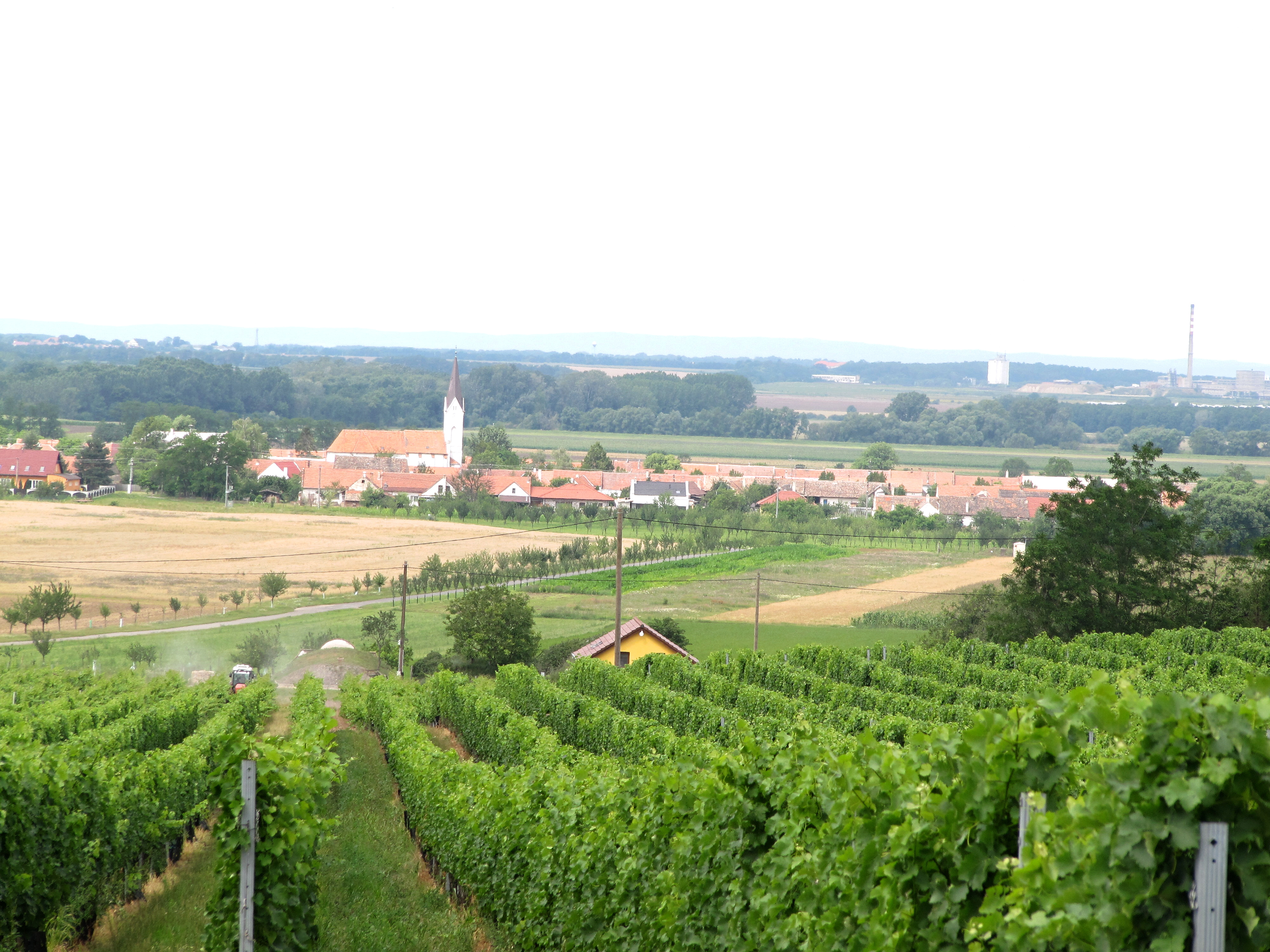
Nový Přerov

Die Nachbarorte sind im Nordwesten Jevišovka (Fröllersdorf), im Norden Novosedly na Moravě (Neusiedl am Sand) und im Nordosten Dobré Pole (Guttenfeld).

## Geschichte
Das zur Herrschaft Dürnholz gehörige Dorf wurde um 1350 angelegt und war damit im Besitz des Hauses Liechtenstein. Seine Bewohner lebten von Landwirtschaft und Weinbau und stammten ursprünglich aus bayerischen Landen. Im Laufe der Jahrhunderte änderte sich die Namensform der Ortschaft öfters. Zuerst wurde sie als „Przerow“ im Jahre 1351 erwähnt. Nach der Verödung der Ortschaft durch Hussitenüberfälle und den Krieg zwischen Matthias Corvinus und Georg von Podiebrad kam die Ortschaft mit Dürnholz unter die Herrschaft von Christoph von Teuffenbach. Um 1570 wurde Neuprerau zusammen mit Guttenfeld und Bischofswarth größtenteils durch kroatische Bauern neu besiedelt. Aufgrund von Streitigkeiten mit der benachbarten Herrschaft Staatz kam es zu einer Trennung in ein mährisches Neuprerau und ein niederösterreichisches Altprerau. Matriken werden seit 1686 geführt. Onlinesuche über das Landesarchiv Brünn. Grundbücher werden seit 1784 geführt. Im Jahre 1690 wurde ein Friedhof außerhalb des Ortes errichtet und geweiht. Bis zum Jahre 1824 wurden die Kinder von Neu Prerau in Fröllersdorf eingeschult. Bis zum Bau der ersten eigenen Schule im Jahre 1854 wurden die Kinder im Gemeindegasthaus unterrichtet.
Nach dem Ersten Weltkrieg zerfiel der Vielvölkerstaat Österreich-Ungarn. Durch den Vertrag von Saint-Germain wurde Neu-Prerau, dessen Bewohner im Jahre 1910 zu 71 % Deutschsüdmährer waren, Bestandteil der neuen Tschechoslowakischen Republik. In der Zwischenkriegszeit kam es zu einem vermehrten Zuzug von Tschechen und Kroaten, dadurch sank der Bevölkerungsanteil der deutschen Bürger auf 17 %. Weitere Maßnahmen wie Bodenreform oder Sprachenverordnung verstärkten die Autonomiebestrebungen der deutschen Bevölkerung und führten zeitgleich im ganzen Lande zu Spannungen. Das Münchner Abkommen regelte die Abtretung der sudetendeutschen Gebiete an Deutschland. Zwischen 1938 und 1945 gehörte der Ort Neuprerau zum Reichsgau Niederdonau.
Im Zweiten Weltkrieg hatte der Ort 56 Opfer zu beklagen. Nach dessen Ende (8. Mai 1945) wurden die im Münchener Abkommen 1938 an Deutschland übertragenen Territorien im Rückgriff auf den Vertrag von Saint-Germain von 1919 wieder der Tschechoslowakei zugeordnet. Viele deutsche Bürger flüchteten vor den einsetzenden Nachkriegsexzessen oder wurden über die nahe Grenze nach Österreich 'wild' vertrieben. Dabei kam es zu fünf Toten unter den Neuprerauern. Die letzten zehn deutschen Bürger von Neuprerau wurden am 15. März und 22. Juni 1946 nach Deutschland zwangsausgesiedelt. 29 kroatische Familien, die als "zu deutschfreundlich" galten, wurden zwischen 1948 und 1950 nach Nordmähren zwangsumgesiedelt. Der Ort wurde weitgehend neu besiedelt.
Von den nach Österreich vertriebenen Familien aus Neu Prerau konnte der Großteil verbleiben, da viele Landbesitz oder Familienangehörige in Österreich hatten. Die restlichen Neuprerauer wurden nach Deutschland weiter transferiert.

## Wappen und Siegel
Ein Ortssiegel ist seit dem 17. Jahrhundert bekannt. Es zeigt zwei säulenartige Türme mit einem Pflugeisen in der Mitte. Im 18. Jahrhundert änderte sich das Gemeindesiegel. Es war ein von zwei Blütenstängeln beseitetes Pflugeisen abgebildet.

## Bevölkerungsentwicklung
| 1793                                                                          | 271 | –   | –   | -   |
| 1836                                                                          | 454 | –   | –   | –   |
| 1869                                                                          | 615 | –   | –   | –   |
| 1880                                                                          | 673 | 98  | 0   | 575 |
| 1890                                                                          | 711 | 96  | 41  | 574 |
| 1900                                                                          | 781 | 123 | 53  | 605 |
| 1910                                                                          | 829 | 596 | 72  | 161 |
| 1921                                                                          | 878 | 548 | 91  | 238 |
| 1930                                                                          | 880 | 153 | 151 | 576 |
| 1939                                                                          | 801 | –   | –   | –   |
| Quelle: 1793, 1836, 1850 aus: Südmähren von A-Z, Frodl, Blaschka              |     |     |     |     |
| Sonstige: Historický místopis Moravy a Slezska v letech 1848–1960, sv.9. 1984 |     |     |     |     |

## Sehenswürdigkeiten
- Kirche des St. Michael (1690)

## Belege
1. ↑  http://www.uir.cz/obec/584754/Novy-Prerov
2. ↑  Český statistický úřad – Die Einwohnerzahlen der tschechischen Gemeinden vom 1. Januar 2023 (PDF; 602 kB)
3. ↑  Leopold Kleindienst: Die Siedlungsformen, bäuerliche Bau- und Sachkultur Südmährens, 1989, S. 9
4. ↑  Josef Breu: Die Kroatensiedlung im Burgenland und in den anschliessenden Gebieten, 1970, S. 138
5. ↑  Acta Publica Registrierungspflichtige Online-Recherche in den historischen Matriken des Mährischen Landesarchivs Brünn (cz, dt). Abgerufen am 27. März 2011.
6. ↑  Walfried Blaschka, Gerald Frodl: Der Kreis Nikolsburg von A-Z, Südmährischer Landschaftsrat, Geislingen an der Steige, 2006, Totenbuch-Auszug  S. 216
7. ↑  Archiv Mikulov: Odsun Nĕmců - transport odeslaný dne 20. května 1946.
8. 1 2 3  Alfred Schickel, Gerald Frodl: Geschichte Südmährens. Band 3: Die Geschichte der deutschen Südmährer von 1945 bis zur Gegenwart. Südmährischer Landschaftsrat, Geislingen an der Steige 2001, ISBN 3-927498-27-0, S. 251 f. (Neuprerau).
9. ↑  Cornelia Znoy: Die Vertreibung der Sudetendeutschen nach Österreich 1945/46, Diplomarbeit zur Erlangung des Magistergrades der Philosophie, Geisteswissenschaftliche Fakultät der Universität Wien, 1995
10. ↑  Bruno Kaukal: Die Wappen und Siegel der südmährischen Gemeinden, 1992, Neuprerau, S. 156